# Archambault IX.

Wappen Archambaults IX. von Bourbon

Archambault IX. (* um 1205; † 15. Januar 1249 auf Zypern) war Herr von Bourbon.
Er war der einzige Sohn von Archambault VIII. aus dem Haus Dampierre. Seine Mutter war Guigone de Forez. Nach dem Tod seines Vaters 1242 erbte er dessen Herrschaft Bourbon(-l’Archambault).

## Ehe und Nachkommen
Er heiratete (der Ehevertrag stammt vom 30. Mai 1228) Yolande von Châtillon, Gräfin von Nevers, Auxerre und Tonnerre, Tochter von Guido I. von Châtillon, Graf von Saint-Pol, und Agnes von Donzy, Erbin der Grafschaften Nevers,  Auxerre und Tonnerre.
Das Paar hatte zwei Töchter:
- Mathilde II. (* wohl 1234, † 1262), 1257 Dame de Bourbon, Gräfin von Nevers, Auxerre und Tonnerre; ⚭ Februar 1248 Odo, Erbherzog von Burgund, 1257–1262 Graf von Nevers, Auxerre und Tonnerre, † 4. August 1266 in Akkon (Älteres Haus Burgund)
- Agnes (* wohl 1237, † 7. September 1288), 1249 Dame de Bourbon; ⚭ I Februar 1248 Johann von Burgund, 1248 Herr von Bourbon, † 29. September 1268 (Älteres Haus Burgund); ⚭ II 1277 Robert II., Graf von Artois, 1285–1289 Regent von Neapel, † 11. Juli 1302 in der Sporenschlacht (Haus Frankreich-Artois)

## Kreuzzug
Archambault IX. nahm am Kreuzzug Ludwigs IX. gegen Ägypten (Sechster Kreuzzug) teil, der im August 1248 in Aigues-Mortes aufbrach, starb aber im Januar 1249 auf der Anreise während der Überwinterung auf Zypern. Zuvor hatte er im Februar 1248 seine Töchter Mathilde und Agnes, die seine Nachfolge antreten sollten, in das ältere Haus Burgund verheiratet. Mathilde erhielt den Besitz in Burgund (Nevers, Auxerre, Tonnerre) und den Erbprinzen von Burgund, Agnes das Bourbonnais und dessen jüngeren Bruder Johann. Agnes’ Tochter aus ihrer ersten Ehe, Beatrix, brachte durch ihre eigene Ehe mit Robert von Clermont Bourbon an die Kapetinger: Beatrix und Robert sind die Stammeltern der Bourbonen.